# Viggó Kristjánsson
Viggó Kristjánsson (født 9. december 1993 i Reykjavik, Island) er en islandsk håndboldspiller, som spiller i HSG Wetzlar og på Islands herrehåndboldlandshold.
Han deltog under EM i håndbold 2020 i Sverige/Østrig/Norge.